# Lại Thị Ngọc Trân
Lại Thị Ngọc Trân (chữ Hán: 賴氏玉軫), thụy hiệu Từ Phúc (慈福), tục gọi Đức bà Chợ Huyện, là phu nhân chánh thất của Thế Tổ Minh Khang thái vương Trịnh Kiểm, vị chúa Trịnh đầu tiên trong lịch sử Việt Nam, đích mẫu của Thành Tổ Triết vương Trịnh Tùng là vị chúa thứ 2. Như vậy có thể xem bà là vương phi đầu tiên của phủ chúa Trịnh.

## Tiểu sử
Bà nguyên quán ở xã Long Hà, huyện Thạch Hà, xứ Nghệ An, Loại chí chép là làng Phúc Long huyện Thanh Hà. Là con của Thái bảo Nhân Quận Công Lại Thế Tưởng, là em gái của Thái tể Trang Quốc Công Lại Thế Vinh và Hữu phủ Lương Quận Công Lại Thế Đạt, là cô ruột của Thái bảo Phúc Quận Công Lại Thế Mỹ, Phó tướng Phúc Quận Công Lại Thế Thiện, Thái Tể Khiêm Quốc Công Lại Thế Khanh.
Theo cụ Hoàng Xuân Hãn, bà nguyên phối của Trịnh Kiểm là Trần Thị Ngọc Lĩnh (kết hôn năm 1526). Nếu điều đó là đúng, thì bà Ngọc Trân chỉ là vợ 2. Tuy nhiên trong thế phả họ Trịnh, bà được gọi là Chính phi, tức là người vợ chính thất; còn bà Ngọc Lĩnh không rõ sau này thế nào. Bà sinh ra Đạt Nghĩa công Trịnh Cối là Trưởng tử của Trịnh Kiểm vào năm 1535. Về sau Trịnh Kiểm lại lấy bà Nguyễn Thị Ngọc Bảo, con gái của Nguyễn Kim, làm vợ lẽ và sinh ra Trịnh Tùng.
Sau khi chúa Trịnh Kiểm qua đời (1570), Trịnh Cối là con trưởng được vua Lê Anh Tông giao cho nắm giữ binh quyền, tuy nhiên không được lòng các tướng sĩ. Người em là Trịnh Tùng dùng âm mưu bắt cóc nhà vua và ra mặt chống nhau với Trịnh Cối. Nhân anh em họ Trịnh đánh nhau, Bắc triều nhà Mạc cử Mạc Kính Điển đánh vào Thanh Hoa. Trước tình thế thọ địch hai đầu, Trịnh Cối đem bà Thái phu nhân cùng vợ con cùng một số thân thuộc họ Lại, đầu hàng nhà Mạc. Từ đó quyền hành Nam triều rơi vào tay Trịnh Tùng. 
Năm 1584, Trịnh Cối chết tại đất nhà Mạc, khi đó 49 tuổi. Họ Mạc sai người đến điếu tế; lại sai quân đưa linh cữu, cho người nhà, mẹ và vợ con đem về chôn. Tiết chế Trịnh Tùng cũng sai người đón tiếp linh cữu về quàn ở bên hữu núi Quân Yên, huyện Yên Định, đặt lễ cúng tế, dâng biểu tâu vua tha tội cho Cối, tặng thái phó Trung quốc công, cho con cái là bọn Trịnh Sâm để tang. Như vậy ít nhất bà Ngọc Trân vẫn còn sống vào thời điểm này và sau dó bà đã trở về Thanh Hoa.
Bà mất ngày 20 tháng 8, chưa biết năm nào. Sau khi bà qua đời được ban thụy hiệu là Từ Phúc, an táng ở quê nhà, thờ ở nhà Kim thất thứ nhất trong Cung miếu họ Trịnh.
Đức bà có người cháu ruột là Lại Thế Khanh vẫn đi theo chúa Trịnh Tùng, làm quan đến chức Khiêm quốc công. Ông Khanh là bố ruột của bà Lại Thị Ngọc Nhu, chính thất của Trịnh Tùng.